# 黎⿰亻冏
黎（越南语：／；1750年—1805年），一作黎侗（越南语：／），越南後黎朝官員、文人。
原名黎允有（越南语：／），京北鎮順安府（今屬北寧省）人。1786年，西山軍阮惠帶兵北上推翻鄭主，黎帶領三百人前往北河勤王。昭統帝繼位後，派去鎮守京北。1787年陰曆十二月，武文任率西山軍佔領昇龍後，昭統帝逃往北方，黎與瓓郡公黎維祗一起，將太后阮氏玉素及元子黎維詮一起護送到高平。他與阮輝宿等人護送太后到龍州，兩廣總督孫士毅隨後將一眾人安置在南寧。事畢，黎與阮國棟回到昭統帝身邊。隨後昭統帝派陳名案和黎維亶前往清朝，向乾隆帝請求協助恢復後黎朝。1788年，清軍入越，佔領昇龍，扶昭統帝復位。黎因功封長派侯，同時獲得總兵頂戴。
黎被昭統帝去徵收兵糧，此時西山朝阮惠已經打敗清軍、奪回昇龍。昭統帝隨孫士毅退回南寧。黎被昭統帝留在國內，詔諭土豪，謀求恢復。乾隆帝知戰敗，罷免孫士毅官職，以福康安代之。在阮惠派遣替身入清朝見之後，乾隆帝不再支持後黎朝。福康安便向昭統帝聲稱時值盛夏，不宜遠征，建議昭統帝剃髮易服，以免遭到西山朝暗殺。以昭統帝為首，後黎朝的遺臣紛紛剃髮易服。黎等人被從國內召到南寧，福康安令其剃髮易服。黎大怒說：「我輩頭可斷、髮不可薙；皮可削，服不可易也。」福康安知道無法勉強，就將其安置在廣西。後隨昭統帝被遷往燕京。乾隆帝對其拒絕剃髮易服甚為惱怒，將其一眾遺臣囚禁下獄。直到1799年愍太后逝世，嘉慶帝才將他們釋放，准許他們保留安南髮式和服裝。
1802年11月，阮朝嘉隆帝擊敗西山朝，派黎光定出使清朝請求冊封。黎等人請求返回安南，獲得准許。他們同時也將愍太后、昭統帝、元子黎維詮的靈柩送回國內。黎在北城安葬了他們後，拒絕改穿阮朝服飾。翌年病逝。著有《北行叢記》。

## 延伸阅读
[在维基数据编辑]
 《清史稿·卷499》，出自趙爾巽《清史稿》
 在维基共享资源阅览影像